# Tratado de Londres (1818)
La convención respecto a pesca, límites y la restauración de esclavos entre los Estados Unidos de América y el Reino Unido de Gran Bretaña e Irlanda, también conocido como Convención de Londres, Convención anglo-estadounidense de 1818, Convención de 1818, o sencillamente Tratado de 1818, fue un tratado internacional firmado en 1818 entre las partes antes mencionadas. Firmado durante la presidencia de James Monroe,  resolvió asuntos fronterizos entre las dos naciones. El tratado permitió la ocupación conjunta y poblamiento del Territorio de Oregón, conocido por los británicos como el distrito de Columbia de la Compañía de la Bahía de Hudson, e incluyendo la porción sur de su distrito hermano de Nueva Caledonia.
Las dos naciones acordaron una línea de frontera que implica el paralelo 49° norte, en parte porque una línea recta sería más fácil de demarcar que las fronteras preexistentes basadas en cuencas y divisorias de aguas. El tratado marcó tanto la última pérdida importante de territorio británico en lo que es ahora los Estados Unidos continentales como la única cesión significativa de territorio de los Estados Unidos a un poder extranjero. Reino Unido cedió toda la Tierra de Rupert al sur de paralelo 49° norte y al este de la divisoria continental, incluyendo todo del sur de la colonia del Río Rojo de aquella latitud, mientras los Estados Unidos cedieron el borde más septentrional del Territorio de Misuri más allá de paralelo 49° norte.

## Provisiones de tratado

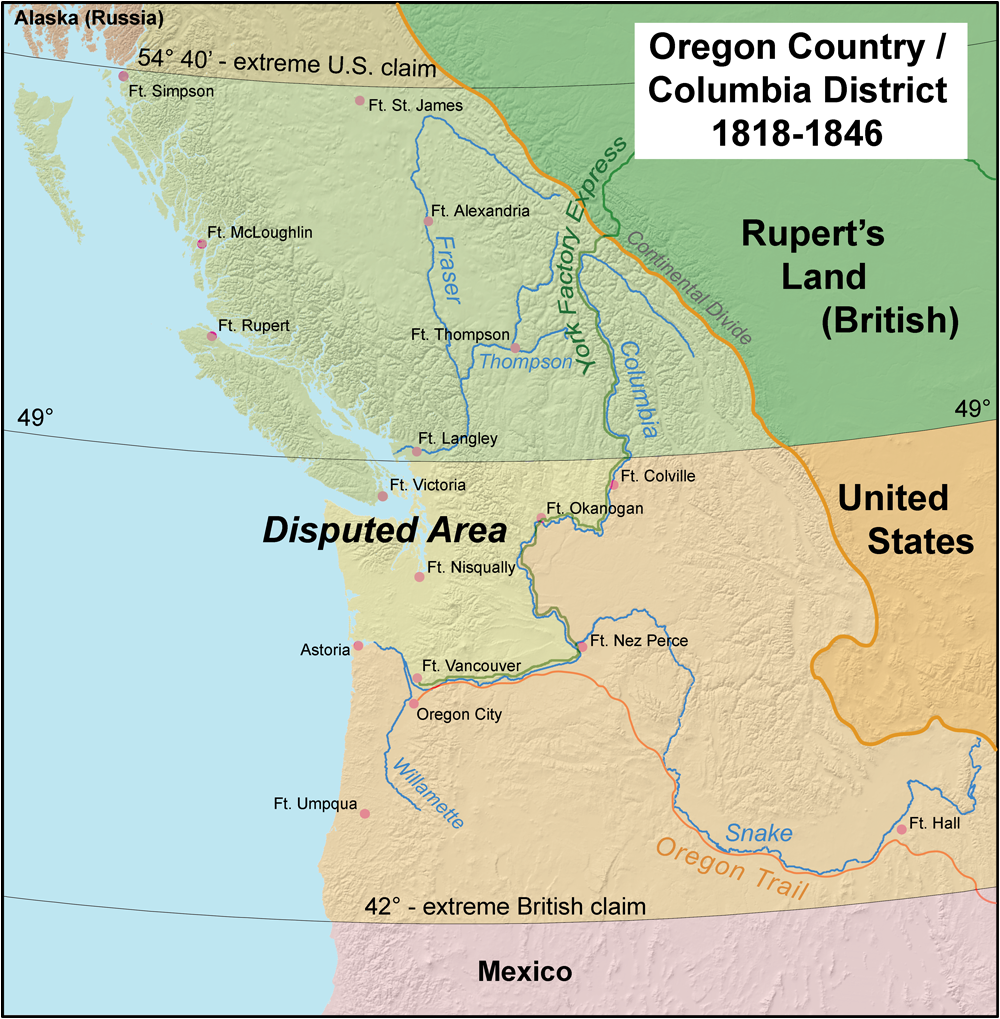
Mapa del Territorio de Oregón, en disputa por ambos países.

El nombre de tratado es variadamente citado como "Convención respecto a pesca, límites y la restauración de esclavos",
"Convención de Comercio (Pesca, Frontera y Restauración de Esclavos)", y "Convención de Comercio entre Su Majestad y los Estados Unidos de América".
- El artículo I aseguró los derechos de pesca a lo largo de Terranova y Labrador para los EE. UU.
- El artículo II puso la frontera entre la Norteamérica británica y los Estados Unidos a lo largo de "una línea dibujada desde el más punto más noroccidental del lago de los Bosques, a lo largo del paralelo 49° de latitud norte..." a las "Montañas Rocosas".  Reino Unido cedió la parte de la Tierra de Rupert y el sur de la Colonia del Río Rojo al sur del paralelo 49 norte (incluyendo la cuenca del río Rojo —que ahora forma partes de Minnesota, Dakota del Norte, y Dakota del Sur— así como una parte pequeña del actual Montana cercana a la cumbre Triple Divide).  Los Estados Unidos cedieron la porción pequeña de la compra de Luisiana más allá del paralelo 49° norte (concretamente, partes de las cuencas de los ríos Milk, Poplar y Big Muddy Creek en las actuales Alberta y Saskatchewan).
  - Este artículo resolvió una disputa de frontera causada por ignorancia de la geografía real en la frontera acordada en el Tratado de París de 1783 que acabó con la guerra de independencia de Estados Unidos.  Aquel tratado más temprano había colocado la frontera entre los Estados Unidos y posesiones británicas en el norte a lo largo de una línea que iba hacia el oeste desde el lago de los Bosques al río Misisipi. Las partes habían fallado en darse cuenta de que el río no se extendía tan lejos en el norte, así que tal línea nunca encontraría el río.  Al arreglar este problema, el tratado de 1818 inadvertidamente creó un exclave de los Estados Unidos, el Ángulo del Noroeste, el cual es la sección más pequeña del actual estado de Minnesota.
- El artículo III proporcionó un control conjunto del Territorio de Oregón por diez años. Ambos podrían reclamar tierras y tenían garantizada la navegación libre.
- El artículo IV confirmó la convención anglo-estadounidense de 1815, la cual reguló el comercio entre las dos partes, por otros diez años.[5]
- El artículo V acordó referir las diferencias en los reclamos de los Estados Unidos sobre el Tratado de Gante, el cual acabó la Guerra de 1812, a "algún soberano o país amistoso debidamente nombrado para aquel propósito". La reclamación de EE. UU. era para el regreso o compensación de esclavos que habían escapado a territorio o barcos de guerra británicos cuando el tratado fue firmado. El artículo del Tratado de Gante en cuestión trataba sobre entrega de propiedad, y los EE. UU. reclamaban que estos esclavos eran propiedad de ciudadanos de EE. UU.
- Artículo VI estableció que la ratificación ocurriría dentro de un máximo de seis meses después de firmar el tratado.

## Historia

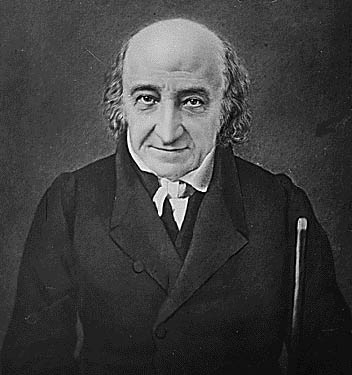
Albert Gallatin (fotografía de 1848).

El tratado fue negociado para los Estados Unidos por Albert Gallatin, embajador en Francia, y Richard Prisa, ministro en el Reino Unido; y para el Reino Unido por Frederick John Robinson, tesorero de la Marina Real y miembro del Consejo privado, y Henry Goulburn, un subsecretario estatal. El tratado fue firmado el 20 de octubre de 1818. Las ratificaciones se realizaron el 30 de enero de 1819.  La Convención de 1818, junto con el Tratado Prisa-Bagot de 1817, marcaron el inicio de las mejoras en las relaciones entre el Imperio británico y sus antiguas colonias, y adoquinó la manera para relaciones más positivas entre los Estados Unidos y Canadá.
A pesar de la naturaleza relativamente amistosa del acuerdo, no obstante resultó en una lucha feroz por el control del Territorio de Oregón en las siguientes dos décadas. La Compañía de la Bahía de Hudson, habiendo establecido anteriormente una red comercial centrada en Fort Vancouver en la parte baja del río Columbia, con otros fuertes en lo que ahora son Idaho y Washington orientales así como en la costa de Oregón y en Puget Sound, emprendió una dura campaña para restringir la ocupación de comerciantes de piel de los Estados Unidos en el área.  Hacia 1830, tras la presión en la posición de EE. UU. para anexar la región entera, la compañía emprendió una política deliberada para exterminar todos los animales de piel del Territorio de Oregón, para maximizar su beneficio y retrasar la llegada de inmigrantes de los Estados Unidos. La política para desalentar el poblamiento tuvo bajo costo en algún grado por las acciones de John McLoughlin, jefe de la Compañía de la Bahía del Hudson en Fort Vancouver, quien regularmente proveía auxilio y daba la bienvenida a inmigrantes desde EE. UU. llegados al puesto siguiendo la Senda de Oregón.[cita requerida]
A mediados de la década de 1840, la marea de inmigración de Estados Unidos, así como los movimientos políticos en este país para reclamar el territorio entero, condujo a una renegociación del acuerdo. El Tratado de Oregón de 1846 estableció permanentemente el paralelo 49° norte como la frontera entre los Estados Unidos y la Norteamérica británica en el océano Pacífico.[cita requerida]